# Вятское духовное училище
Вятское духовное училище — православная религиозная организация, учреждение среднего профессионального религиозного образования Русской православной церкви.
С 1991 года располагается в братском корпусе Успенского Трифонова монастыря.

## История

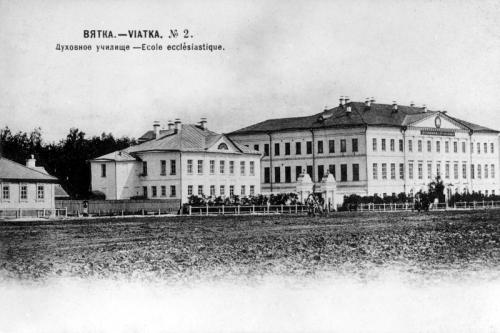
Вятское духовное училище на территории Семинарии в 1898 году

В 1735 году епископ Лаврентий (Горка) открыл первую в городе Хлынове славяно-латинскую школу, которая впоследствии была преобразована в Вятскую духовную семинарию.
В 1818 году из Вятской духовной семинарии было выделено Вятское духовное училище. Из стен училища и семинарии вышли многие известные священнослужители, деятели образования, культуры, такие как иеросхимонах Сергий Святогорец, художники братья В. М. и А. М. Васнецовы, историк А. С. Верещагин и другие.
В 1918 году училище было закрыто.

### Возобновление деятельности
В марте 1991 года по благословению архиепископа Вятского и Слободского Хрисанфа (Чепиля) деятельность училища была возобновлена.
Обучение ведётся на двух отделениях — отделении священнослужителей и регентском. Есть две формы обучения — очная и заочная (экстернат). Обучение бесплатное. Училище имеет учебный храм, специально оборудованные аудитории, общежитие.
В декабре 2000 года училище получило лицензию на право ведения образовательной деятельности. В начале 2004 года училище прошло инспекторскую проверку Учебного комитета Русской православной церкви, по итогам которой с 1 сентября 2004 года перешло с двухгодичного на трёхгодичный срок обучения. В училище трудятся 28 преподавателей, в том числе 9 кандидатов наук.
В настоящее время каждый третий священнослужитель Вятской епархии является выпускником училища.
16 июля 2013 года Священный Синод определил: «Духовным училищам, готовящим кадры духовенства, предоставить трехлетний срок для преобразования в духовные семинарии, либо в образовательные учреждения (центры), готовящие приходских специалистов в области миссии и катехизации, молодежной и социальной работы».
15 июля 2016 года Священный Синод присвоил Вятскому духовному училищу, наряду с рядом других, наименование «духовного центра подготовки церковных специалистов в области катехизической, миссионерской, молодежной и социальной деятельности».